# Peter Godfrey
Pour les articles homonymes, voir Godfrey.
Peter Godfrey est un réalisateur britannique né le 16 octobre 1899 à Londres, et mort à Hollywood, Los Angeles (Californie), le 4 mars 1970.

## Filmographie sélective

### Réalisateur
- 1930 : Thread O' Scarlet
- 1931 : Down River (en)
- 1939 : L'Empreinte du loup solitaire (The Lone Wolf Spy Hunt)
- 1941 : Unexpected Uncle (en)
- 1942 : Highways by Night (en)
- 1944 : Make Your Own Bed
- 1945 : Hôtel Berlin
- 1945 : Joyeux Noël dans le Connecticut (Christmas in Connecticut)
- 1946 : One More Tomorrow
- 1947 : La Seconde Madame Carroll (The Two Mrs. Carrolls)
- 1947 : Le Loup des sept collines (Cry Wolf)
- 1947 : Scandale en Floride (That Hagen Girl)
- 1947 : Escape Me Never
- 1948 : The Woman in White
- 1948 : The Decision of Christopher Blake
- 1949 : One Last Fling
- 1949 : Vénus devant ses juges (The Girl from Jones Beach)
- 1950 : Barricade
- 1950 : Gentleman cambrioleur (it) (The Great Jewel Robber)
- 1950 : He's a Cockeyed Wonder
- 1952 : One Big Affair
- 1956 : Please Murder Me

### Acteur
- 1940 : Le Gangster de Chicago (The Earl of Chicago) de Richard Thorpe et Victor Saville